# 라플란드 (스웨덴)

라플란드의 문장

라플란드의 위치

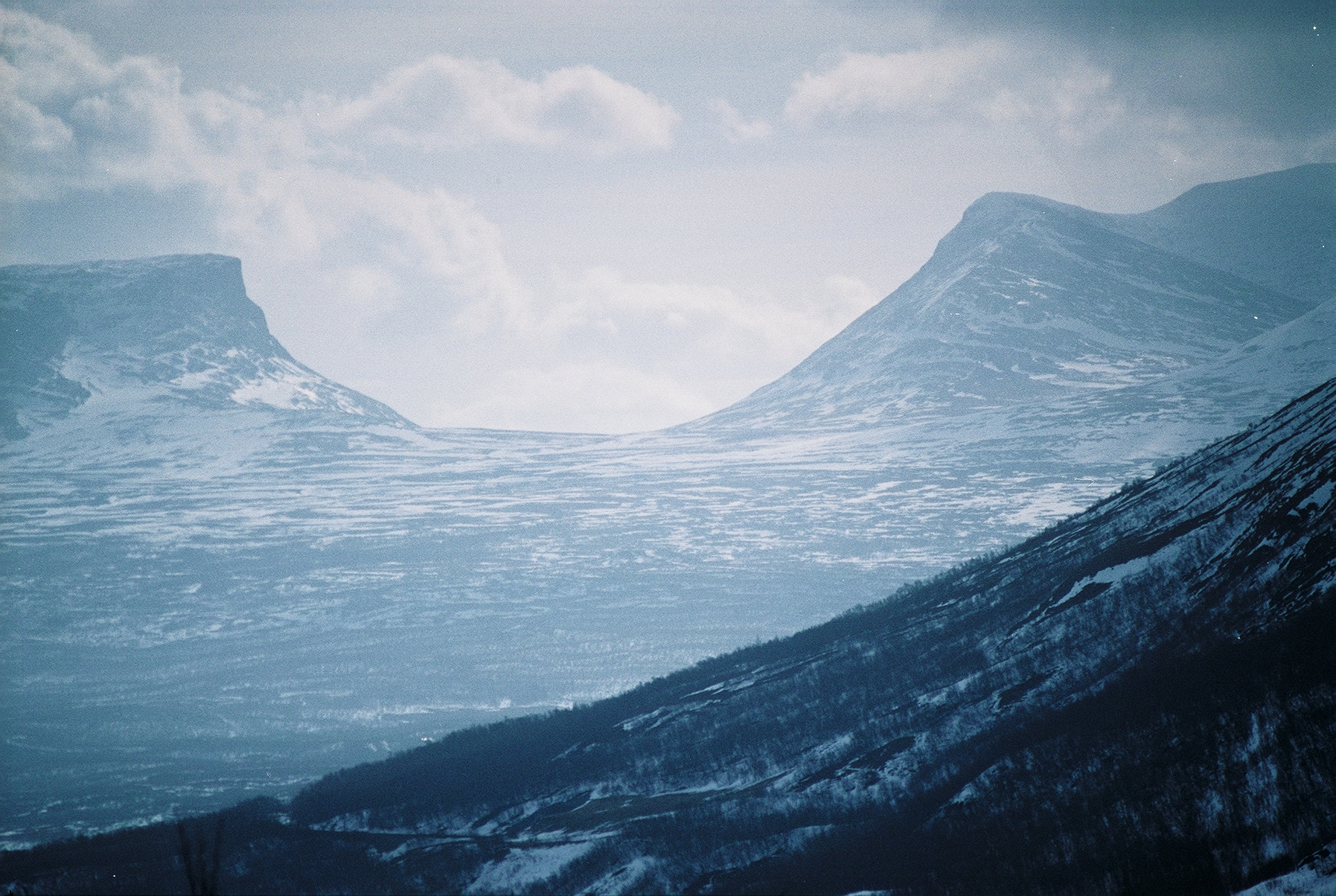
라플란드 입구의 상징으로 여겨지는 라포르텐

라플란드(스웨덴어: Lappland)는 스웨덴 북부 노를란드 지역을 구성하는 지방 가운데 하나로 면적은 109,702km2, 인구는 94,350명(2009년 기준)이다. 남쪽으로는 옘틀란드 지방, 남동쪽으로는 옹에르만란드 지방, 동쪽으로는 베스테르보텐 지방, 노르보텐 지방과 접하며 서쪽으로는 노르웨이, 북동쪽으로는 핀란드와 국경을 접한다.
스웨덴 최북단에 위치한 지방이며 베스테르보텐주와 노르보텐주, 옘틀란드주가 이 지방에 속한다. 지방을 상징하는 꽃은 담자리꽃나무, 동물은 북극여우이다.

## 같이 보기
- 라피 지역
- 사프미